# Julio Guillén Tato
Julio Fernando Guillén y Tato (Alicante, 5 de agosto de 1897 - Madrid, 27 de noviembre de 1972) fue un marino e historiador español, contralmirante de la Armada Española, miembro de la Real Academia Española y de la Real Academia de la Historia, entre otras. Polígrafo, hizo trabajos sobre arqueología y construcción naval, historiografía naval, marinos ilustres, acontecimientos navales, léxico marinero, cartografía, genealogía, heráldica, museología y sobre Alicante, entre otros.
Según palabras de Gregorio Marañón y Posadillo: "Don Julio Guillén, prototipo de militar moderno, hombre de técnica y acción, y, en los descansos de ésta, de profundo saber, y, por don nativo, de sentimiento artístico impecable".

## Biografía
Nació en Alicante el 5 de agosto de 1897, día de la virgen de Nuestra Señora del Remedio, Patrona de Alicante, pocas horas después de aparecer la Dama de Elche, a la que consideraba "hermana bessona".  «Yo soy valenciano por región pero alicantino de pura cepa».
Fue hijo del pintor alicantino Heliodoro Guillén Pedemonti y de Josefa Tato Ortega. Estudió técnicas de dibujo en el taller del escultor Vicente Bañuls Aracil, pero influido por la lectura de Jorge Juan y Santacilia se decidió por la carrera de marino.
En 1913 ingresó como aspirante en la Escuela Naval Militar de San Fernando embarcando en el crucero Reina Regente.
En 1916 ascendió a guardiamarina pasando al acorazado Alfonso XIII seguido del crucero Emperador Carlos V y luego del acorazado España.
En 1918 fue ascendido a alférez de navío embarcando en el destructor Osado con base en Cartagena recibiendo una mención honorífica al participar en el rescate de un bote del acorazado Alfonso XIII.
En 1921 ingresó en la Escuela de Aeronáutica Naval de Barcelona formando parte de la primera promoción dirigida por Pedro María Cardona y Lutgardo López y de jefe de estudios Vicente Castro. Estando a bordo del portahidroaviones Dédalo y tras pedir permiso, sobrevoló por primera vez la ciudad de Alicante en el dirigible "Vicentico".
El 23 de septiembre de 1923 participó en la competición aeronáutica Copa Gordon Bennett celebrada en Bruselas, junto a Manuel de la Sierra a bordo del globo libre Hesperio quedando 1.º en la categoría militar y 4.º en la categoría general. En dicha carrera fallecieron cinco participantes, dos suizos, dos americanos y uno español, debido a accidentes derivados de las malas condiciones meteorológicas. El otro globo español participante, el Polar, despegó como consecuencia de un rayo muriendo Pedro Peñaranda ─uno de sus tripulantes─ y sobreviviendo  Félix Gómez-Guillamón. Por su participación fue condecorados el 24 de febrero de 1924 con la cruz de primera clase de Mérito Naval con distintivo rojo recibiendo Guillén en 1932 por dicho hecho la Medalla Aérea Individual, primera concedida y determinante para su ascenso a contralmirante en 1959.  

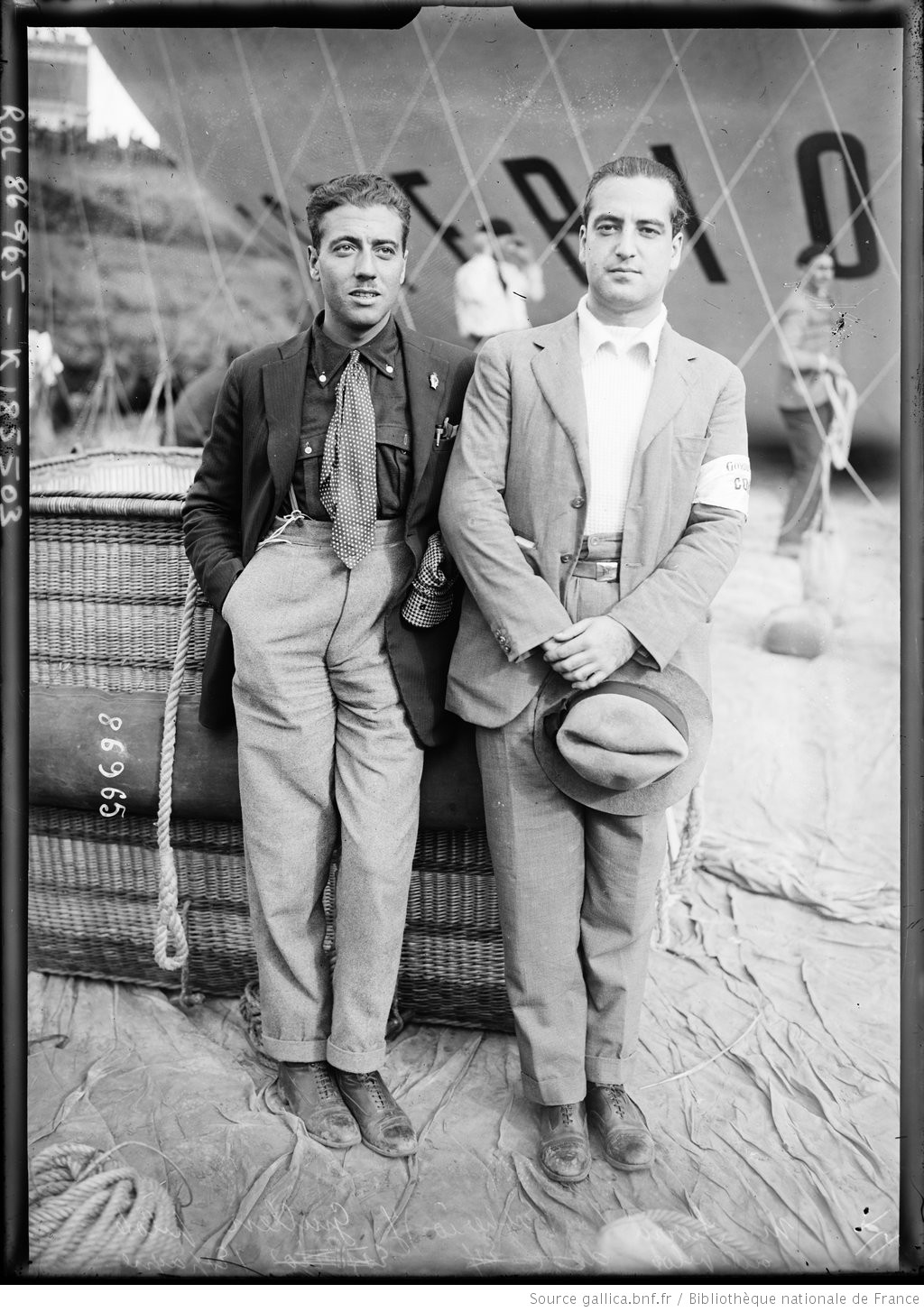
Julio F. Guillén (izquierda) junto a Manuel de la Sierra Bustamante, 1923

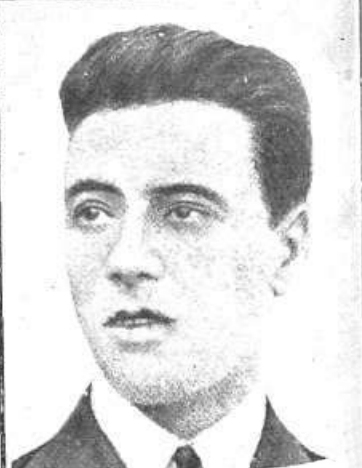
Imagen de Julio Guillén en la Copa Gordon Bennett aparecida en Mundo Gráfico, 1923

En 1924 contrajo matrimonio con María de los Ángeles Salvetti y Sandoval de Laussat y Bassecourt.
Posteriormente participó como observador de la segunda escuadra, al mando de Alfredo Kindelán, en la guerra del Rif, donde fue galardonado con la Cruz de Primera Clase del Mérito Naval con distintivo rojo.
En 1926 fue nombrado Piloto Jefe de la Sección de dirigibles de la Escuela de Aerostación Naval siendo jefe del pabellón de aeronáutica instalado en el Retiro durante la I Exposición Nacional de Aeronáutica.
En 1927 también recibió la medalla de la Orden de Carlos III.
En 1928 recibió el encargo de catalogar el Museo Naval de Madrid y en 1929, como teniente de navío, se le encargó construir una reconstitución de la carabela Santa María, nave capitana de Cristóbal Colón para la Exposición Iberoamericana de Sevilla de 1929, que entregó a la Armada Española, año en el que fue nombrado comandante de la carabela Santa María, socio de Honor de la Real Sociedad Colombina de Huelva, Comendador de la Orden de Cristo de Portugal, correspondiente de la Real Academia Sevillana de Buenas Letras y miembro numerario de la Real Academia Iberoamericana de Geografía de Sevilla.
Con la llegada de la Segunda República Española es nombrado subdirector del Museo Naval que traslada a su actual sede siendo inaugurado el Día de la Hispanidad de 1932. 
En 1932 fue ascendido a capitán de corbeta y recibió la Medalla Aérea Individual, creada para él.
En 1933 participó como profesor, en la expedición conocida como crucero universitario por el Mediterráneo organizado por Manuel García Morente y secundado por Fernando de los Ríos. Viaje de estudios que, durante el verano de dicho año realizaron cerca de doscientas personas entre catedráticos, profesores universitarios, alumnos de diversas facultades y organizadores (entre ellos profesores relevantes y alumnos que posteriormente serían primeras figuras de la vida cultural, artística y creadora de la sociedad española). El buque se llamaba "Ciudad de Cádiz" y recorrió durante cuarenta y ocho días los principales yacimientos arqueológicos del Mediterráneo y recorrió Túnez, Malta, Egipto, Creta, Chipre, Palestina, Turquía, Grecia, Sicilia e Italia.
A finales del año 1933 fue nombrado director del Museo Naval de Madrid, cargo que mantuvo hasta su muerte (39 años) dedicando varios trabajos a la museología aportando su visión de cómo debe ser un museo.
Como director del MN gestionó en 1935 la construcción de un "pequeño" Museo Marítimo de Sevilla en la Torre del Oro que evitaría la demolición de la misma. "La Torre del Oro, el rasgo más característico del puerto de Sevilla, ha dejado de ser una caracola vacía, abandonada junto al río, y este Museo que inauguramos, pequeño y modesto en dimensiones materiales, le dará vida y nuevas sonoridades."
Al producirse el golpe de Estado 18 de julio de 1936 fue detenido y conducido primero a la Brigada Social y posteriormente a los sótanos de la Dirección General de Seguridad (D.G.S.) para ser luego encarcelado en la Cárcel Modelo de Madrid, en la celda 831. Tras salir en noviembre se refugió en la Legación Polaca. De allí marchó a Valencia, de donde huyó a Polonia.
El jefe de Estado Manuel Azaña firmó un Decreto en el que causa baja en la Corporación entre otros marinos. Guillén se desplazó a Portugal y se estableció en Cádiz.  Las autoridades franquistas, no obstante, lo consideraron afecto a la República y lo dieron de baja de la Armada en 1938. Una vez acabada la guerra, en 1941, fue rehabilitado y ascendido a capitán de fragata.
En 1942 fue nombrado bibliotecario de la Real Sociedad Geográfica de Madrid y director de la Revista General de Marina.
En 1943 ingresó en la Real Academia de la Historia y fue nombrado director del Instituto Histórico de la Marina (actual Instituto de Historia y Cultura Naval).
Ascendió en 1944 al empleo de capitán de navío con antigüedad desde 1941 cumpliendo dicho año el voto de Juan Sebastián Elcano en el Monasterio de la Santa Faz de Alicante. Es nombrado director de la Biblioteca Central del Ministerio de Marina sin dejar su cargo de Director del Museo Naval, ya referente mundial.
En Radio Nacional de España da lecciones de Historia Naval a los niños de primaria siendo condecorado con la concesión de la Cruz de la Orden del Mérito Militar con distintivo blanco de 3.ª clase. Recorre tierras iberoamericanas representando a la Real Academia de la Historia donde continúan los reconocimientos.
Dada su amistad con los marqueses de Santa Cruz, en 1948 gestionó la cesión al Museo Naval del antiguo palacio de los marqueses Viso del Marqués (Ciudad Real) como sede del Archivo Museo Don Álvaro de Bazán.
En 1950 viajó a Perú como representante de la Real Academia de la Historia al Congreso Panamericano de Geografía e Historia.
Publicó en dicho año el libro "Nostramo Lourido. Cuentos marineros" que narra las historias del contramaestre Lourido, personaje de ficción tan entrañable y real que la ciudad de Pontevedra le dedicó la calle Rua Nostramo (Lourido).
A partir de 1950 su vínculo con la villa de Benidorm se estrechó hasta el punto de donar  la Plaça de la Senyoria al Ayuntamiento y la pavimentación del Carreró dels Gats y de la Costera del Barco de manera similar a la plaza y el diseño en esas dos calles y en la del Mal Pas de unos arcos que recuerdan los de las antiguas murallas.
En 1951 ejerció como asesor naval en la película Alba de América, para la que construyó una nueva reconstitución de la carabela Santa María proponiendo para el rodaje la Playa de la Cala de Benidorm. 
En 1958 fue nombrado Secretario Perpetuo de la Real Academia de la Historia. En 1959 ascendió a contralmirante y en 1961 recibió la Gran Cruz de la Orden de Isabel la Católica.
En 1963 ingresó en la Real Academia de la Lengua  ocupando el sillón de la letra "e"  minúscula y en la Hispanic Society of America.
Tras más de cuarenta años realizando su Diccionario del Mar y con más de ochenta mil voces y quince mil dibujos abandona la idea de su publicación ya que la editorial Barna S.A., de Barcelona, que le pedía que redujera los seis tomos a dos.
Es nombrado Alicantino Ilustre en 1966.
En 1972 recibió la Orden del Mérito Civil.
Falleció en la Policlínica Naval Nuestra Señora del Carmen de Madrid el 27 de noviembre de 1972. Está enterrado en la zona dedicada a alicantinos ilustres en el Cementerio de Alicante junto a Gastón Castelló Bravo y a Miguel Hernández Gilabert.

## Algunas Obras
Se le deben más de siete mil setecientas publicaciones entre libros, artículos, prólogos, conferencias, pequeñas monografías y reseñas sobre temas varios, especial relacionados con la historia de la Armada Española, muchos de ellos bajo seudónimo. Algunas de ellas son:
- 'A la batería' (1915)
- 'Mi primera singladura' (1915)
- 'La enseñanza naval militar en España' (1918)
- 'La carabela Santa María. Apuntes para su reconstitución' (1927)
- 'Los marinos que pintó Goya o sea apuntes necesarios para el estudio de su iconografía' (1928)
- 'Amenidades de la Historia' (1930)
- 'Repertorio de los M.SS., cartas, planos y dibujos relativos a las Californias, existentes en este Museo' (1932)
- 'Iconografía de los Capitales Generales de la Armada' (1934)
- 'Catálogo-guía del Museo Naval' (1935)
- 'La náutica española en el siglo XVII' (1935)
- 'Los tenientes de navío Jorge Juan y Santacilia y Antonio de Ulloa y de Torre-Guiral y la medición del Meridiano' (1936)
- 'Los Museos en el nuevo Estado' (1939)
- 'La Marina Romántica' (1941)
- 'Naos y carabelas' (1942)
- 'Monumenta Chartographica Indiana' Vol. I (1942)
- 'Don Cesáreo Fernández Duro (1943)
- 'Cartografía marítima española' (1943)
- 'Europa aprendió a navegar en libros españoles' (1943)
- 'Don Jorge Juan y la construcción naval' (1943)
- 'El primer viaje de Cristóbal Colón' (1943)
- 'Colección de diario y relaciones para la historia de los viajes y descubrimientos, Sarmiento de Gamboa' (1944)
- 'Por qué Cristóbal Colón vino a La Rábida' (1944)
- 'Bandera de la Universidad de Zaragoza' (1944)
- 'Descubrimiento del Río de las Amazonas' (1945)
- 'Lepanto y Don Juan de Austria en la Semana Cervantina' (1947)
- 'El palacio de don Álvaro de Bazán, en El Viso' (1949)
- 'El primer vapor de guerra español' (1949)
- 'Nostramo Lourido. Cuentos marineros (1950)
- 'La parla marinera en el diario del primer viaje de Cristóbal Colón' (1951)
- 'La depuración de don José de Vargas y Ponce en 1813' (1952)
- 'Independencia de América. Índice de los papeles de expediciones de Indias (1953)
- 'Índice de los papeles de la sección de corso y presas' (1953)
- 'La parla marinera en los convenios internacionales' (1953)
- 'Membretes de Marina historiados' (1955)
- 'En torno a los colectivos de seres marinos'. En colaboración con José Jáudenes (1956)
- 'Por la mar de Carlos V' (1958)
- 'Los libros de náutica en los años del Emperador' (1958)
- 'Historia de las condecoraciones marineras. Cruces. Medallas y Escudos de distinción (1958)
- 'Hacía el origen de la cartografía marítima' (1959)
- 'La Independencia del Plata en los papeles del Archivo de Marina' (1960)
- 'La Gran Armada contra Inglaterra' (1960)
- 'En torno a la Escuela de Sagres' (1960)
- 'La fragata Villa de Madrid' (1961)
- 'Historia Marítima Española' (dos volúmenes, 1961)
- 'Perfil humano de... D. José de Vargas y Ponce' (1961)
- 'Rey Pastor, cartólogo' (1962)
- 'El capitán de navío don Cesáreo Fernández Duro' (1963)
- 'El lenguaje marinero' (1963)
- 'Ceremonial marítimo español de 1831' (1967)
- 'Las campañas de San Martín en la fragata "Santa Dorotea" cuando era Subteniente del Regimiento de Murcia'. 1798. Contribución al IV Congreso Internacional de Historia de América (1966) - En colaboración con su hijo Jorge Juan Guillén Salvetti.
- 'Gravina y su accidente perlético' (1968)
- 'Nostramo Lourido y otros cuentos marineros (1969)
- 'Lo marinero en el "Tirant lo Blanch" (1969)
- 'Algunas preeminencias de los caballeros guardias marinas' (1971)
- 'Els camins dels catalanismes en la parla marinera de Castella' (1971)
- 'Don Francisco Javier Sánchez Cantón' (1972)

### Algunos seudónimos
Con frecuencia y dada su capacidad de trabajo, Julio Guillén utilizó seudónimos como Jaime de Benidorm, Fray Guillermo (o Jerónimo) de la Santa Faz, J.N.D., J. Rempujo, El preso 831, Diego de Valera, Diego R. de Arellano, Barón de Tabarca, Rempujo...

## Distinciones, cargos

### Condecoraciones españolas
- Gran Cruz de la Real Orden de Carlos III (1927)
- Gran Cruz de la Orden de Isabel la Católica (1961)
- Medalla aérea individual creada para él. (1932)
- Cruz de Primera clase al Mérito Militar con distintivo rojo (1927)
- Gran Cruz de la Orden del Mérito Naval con distintivo blanco (1923)(1963)
- Dos condecoraciones de Caballero de primera clase de la Orden del Mérito Naval con distintivo rojo
- Medalla de la Paz de Marruecos
- Comendador de la Real y Distinguida Orden de Carlos III
- Gran Cruz de la Orden del Mérito Civil (1972)
- Gran Cruz y Placa de la Real y Militar Orden de San Hermenegildo (1959)
- Comendador de número de la Real y Distinguida Orden de Alfonso X el Sabio
- Caballero de la Real y Distinguida Orden de Carlos III
- Comendador de la Orden del Mérito Civil
- Cuatro veces Caballero de primera clase de la Orden del Mérito Militar con distintivo rojo
- Caballero de 3.ª clase del Mérito militar con distintivo blanco
- Medalla Militar (Aire)
- Medalla de la Compañía de Marruecos con pasadores de Tetuán y Melilla (1923)
- Medalla de plata de la Asamblea Suprema de la Cruz Roja Española (1914)
- Medalla de la Campaña 1.936-1.939
- Medalla de la Campaña de África

### Condecoraciones extranjeras
- Gran Cruz de la Orden de Mayo al Mérito Naval de la República Argentina
- Comendador de la Orden del Mérito Naval de la República dos Estados Unidos do Brasil
- Comendador de la Orden del Mérito Bernardo O'Higgins, de Chile
- Encomienda al Mérito de 1.ª clase de Chile
- Condecoración Orden de Abdón Calderón de 1.ª clase del Ecuador
- Medalla del Centenario del descubrimiento del Estrecho de Magallanes de Chile
- Caballero Oficial de la Orden de la Corona, de Italia
- Comendador de la Orden de San Olaf, de Noruega
- Gran Cruz al Mérito Naval del Perú
- Comendador de la Orden de San Benito de Avis, Portugal
- Gran Cruz de la Orden de San Benito de Avis, de Portugal
- Comendador de la Orden de Cristo, de Portugal
- Comendador de 1.ª clase de la Orden de la Espada, de Suecia
- Comendador Orden Nacional del Mérito de Paraguay
- Comendador de la Orden Naval "Almirante Padilla, 1823-1947", de Colombia
- Gran Cruz de la Orden Henriquina, de Portugal
- Medalla de oro del Centro Naval de Buenos Aires
- Medalla del Civismo de Cartagena de Indias
- Medalla militar de la Armada de la República de Chile, de 2.ª clase
- Encomienda con placa Orden Nacional al Mérito, de Ecuador

### Cargos y nombramientos
- Secretario del Instituto de España
- Secretario Perpetuo de la Real Academia de la Historia (El Secretario es el jefe administrativo de la corporación que ejecuta los acuerdos en la RAH. Inicialmente era bienal pero, en acuerdo del 12 de febrero de 1802, el oficio se convirtió en «perpetuo»)
- Director del Museo Naval
- Director de las Falúas Reales del Palacio de Aranjuez
- Director del Archivo General de la Marina D. Álvaro de Bazán
- Director del Museo Marítimo de la Torre del Oro
- Director del Instituto Histórico de Marina
- Director de la Revista General de Marina
- Director de la Biblioteca Central del Ministerio de Marina
- Bibliotecario perpetuo de la Real Sociedad Geográfica
- Director de la Junta de la Real Sociedad Geográfica
- Secretario de la Junta de Iconografía General de Genealogía
- Secretario del Comité de Restauración del patronato Nacional de Turismo
- Miembro de la Comisión de Antigüedades
- Vocal de la Junta de Iconografía Nacional
- Vocal de la Junta de Heráldica
- Director de la Junta Consultiva del Servicio Nacional de Excavaciones Arqueológicas
- Vocal de las Juntas para la Investigación de la Historia de Cádiz y para la Conservación del Patrimonio Artístico Diocesano
- Vocal del Patronato de Lo Misteri d'Elig
- Conservador de la Casa Museo de Lope de Vega

## Títulos académicos

### Títulos españoles
- Académico de Número de la Real Academia de la Historia
- Académico de Número de la Real Academia de la Lengua Española
- Miembro numerario de la Real Academia Provincial de Bellas Artes de Cádiz (hasta 1941 en que pasó, al trasladarse definitivamente a Madrid, a ser correspondiente "con derecho a reintegrarse en su plaza numeraria a la primera vacante" tan sólo con fijar su residencia de nuevo en Cádiz).
- Miembro Correspondiente de la Real Academia Sevillana de Buenas Letras
- Miembro Correspondiente de la Real Academia Gallega
- Miembro Correspondiente de la Real Academia de Buenas Letras, de Barcelona
- Consejero del Consejo de la Hispanidad
- Vicepresidente del Instituto de España
- Consejero del Consejo Superior de Investigaciones Científicas (C.S.I.C.)
- Consejero de Honor Perpetuo de la Institución Alfons el Magnànim, de Valencia
- Alicantino ilustre (acuerdo del 30 de noviembre de 1966)
- Hijo adoptivo de Benidorm
- Alcalde honorario de Benidorm
- Hijo adoptivo de Bujaraloz (Zaragoza)

### Títulos extranjeros
- Correspondiente de las Academias de la historia de Argentina, Bogotá, Bolivia, Cartagena de Indias, Chile, Ecuador, El Salvador, Guatemala, Méjico, Nicaragua, Panamá, Paraguay, Perú, Puerto Rico y Venezuela además de Uruguay, República Dominicana, Brasil y Costa Rica.
- Socio Correspondiente de la Sociedad Mexicana de Geografía y Estadística
- Correspondiente del Instituto Argentino de Ciencias Genealógicas
- Correspondiente de la Hispanic Society of America, de Nueva York (Estados Unidos)
- Miembro de la United States Naval Institute, de Annápolis (Maryland) - Hasta mayo de 1963 en que solicitó su baja por no haber querido rectificar su Presidente un artículo ofensivo contra la Marina española -.
- Miembro Correspondiente de la Academy of American Franciscan History of Washington (Estados Unidos)
- Miembro Correspondiente del V.E. Naval Institute, de Washington (Estados Unidos)
- Miembro Correspondiente de la Society of Nautical Research, de Londres (Reino Unido)
- Miembro Correspondiente de la Akademie de Amberes (Bélgica)
- Miembro Correspondiente de la École Navale de París (Francia)
- Miembro asesor de la Académie de Marine, de París (Francia)
- Miembro del Comité International du Sciences Historiques, de París (Francia)
- Miembro Correspondiente del Instituto Militar de Investigaciones Históricas, de Lima (Perú)
- Miembro Correspondiente del Instituto "Buchardo" de Historia Naval, de Buenos Aires (Argentina)
- Miembro Correspondiente del Instituto Peruano de Investigaciones Genealógicas
- Miembro Honorario de la Aviación Uruguaya
- Socio de Honor de la Sociedad Geográfica, de Lima (Perú)
- Miembro Honorario de la Aviación Naval Uruguaya
- Miembro Honorario de la Asociación Venezolana de Archiveros
- Miembro Honorario y vitalicio del Instituto de Historia y Museo Militar del Paraguay
- Ciudadano de honor de la ciudad de Valdivia (Chile)
- Cadete Naval Honorario de la Armada Argentina

## Homenajes y reconocimientos
- 1962. Homenaje a la Marina española personalizandolo en el contralmirante D. Julio Guillén, Director del Museo Naval. Viso del Marqués, 14 de octubre Convocado por el Instituto de Asuntos Manchegos. (RGM, tomo 163, pp. 870–872)
- 1963. Homenaje de la Marina al CA Julio Guillén con motivo de su elección como miembro de número de la Real Academia Española. Madrid, junio Con la presencia del Ministro de Marina. (RGM, tomo 164, pp. 935–936)
- 1964. El Ayuntamiento de El Viso del Marqués le dedicó a Julio Guillén la calle de La Loba, Viso del Marqués, Ciudad Real.
- 1968. Se rotula con su nombre la plaza del Ayuntamiento de Jacarilla, Alicante.

- Actos con motivo del fallecimiento de Julio Guillén Tato (1972):
  - 1973. Honras fúnebres, Iglesia de Religiosas Trinitarias de Madrid. Solemnes honras fúnebres en sufragio de cuantos cultivaron las letras hispanas y, en especial, por los dos académicos fallecidos en el transcurso del pasado año: Alonso Cortés y el contralmirante Julio Guillén Tato. Organizadas por la Real Academia Española (RGM, tomo 184, pp. 749)
  - 1973. Homenaje al CA Julio Guillén, Cadete Naval Honorario de la Escuela Naval Argentina (homenaje póstumo). Madrid, 6 de noviembre Con la colocación de una placa conmemorativa en el Museo Naval de Madrid.  Organizado por el Buque-Escuela Argentino Libertad. Con la presencia de una comisión integrada por el comandante de la Libertad, el jefe de Estudios y diez guardias marinas, acompañados por el agregado naval argentino. (RGM, tomo 185, pp. 642–643) A LA MEMORIA DEL / EMINENTE HISTORIADOR MARÍTIMO  / CONTRALMIRANTE / DON JULIO GUILLÉN Y TATO / DILECTO AMIGO DE NUESTRO PAÍS /  ARMADA ARGENTINA / 1973[5]
- 1982. Acto Homenaje a la Mar y sus Hombres y en su marco a Julio F. Guillén Tato, Contralmirante de la Armada y Director, que fue, del Archivo de la Marina Española. (homenaje póstumo). Viso del Marqués, Ciudad Real, 23 de octubre de 1982 Con la inauguración del Monumento a Julio Guillén Tato (obra de Juan de Ávalos y Taborda) en la plaza del Palacio Museo del Viso.
Convocado por el Ayuntamiento de Viso del Marqués y La Liga Naval Española.
- 1986. Homenaje IN MEMORIAM al almirante alicantino Julio Guillén Tato (póstumo). Alicante, noviembre Inhumación y traslado de sus restos a la plaza dedicada a Alicantinos Ilustres[6] en el cementerio municipal de Alicante, Nuestra Señora del Remedio. Convocado por el Ayuntamiento de Alicante, el Ayuntamiento de Benidorm, la Asamblea Amistosa Literaria y otras corporaciones. Con la presencia del Almirante Director del Instituto de Historia y Cultura Naval CA Bordejé (RGM, tomo 212, 1987).
- El Ayuntamiento de Alicante le dedica la Avenida Julio Guillén Tato, Alicante.
- El Ayuntamiento de Pontevedra dedicó a su libro Nostramo Lourido la Rua Nostramo Lourido, Pontevedra.
- 2017. LV Jornadas de Historia Marítima (ciclo de conferencias, entre ellas una dedicada a Julio Guillén Tato), homenaje póstumo. Madrid, octubre. Convocado por el Instituto de Historia y Cultura Naval y el Ministerio de Defensa.
- Actos con motivo del L aniversario fallecimiento Julio Guillén Tato (1972-2022):
  - 2022. Acto de homenaje al CA Julio Guillén, coincidiendo con el 78° aniversario de la inauguración del MMTO.  Sevilla, 24 de junio. Colocación de una placa conmemorativa en la entrada del museo. Con la presencia del almirante Gamboa, director del Museo Naval entre otras autoridades y familiares del almirante Guillén. La placa lleva la siguiente inscripción: "La Torre del Oro, el rasgo más característico del puerto de Sevilla, ha dejado de ser una caracola vacía, abandonada junto al río, y este Museo que inauguramos, pequeño y modesto en dimensiones materiales, le dará vida y nuevas sonoridades" (1944, Discurso inaugural del CN J. Guillén)  EL CONTRALMIRANTE / D. JULIO GUILLÉN TATO, / DIRECTOR DEL MUSEO NAVAL, INAUGURÓ EL / MUSEO MARÍTIMO "TORRE DEL ORO" / EL 24 DE JUNIO DE 1944 /   Sevilla a 24 de junio de 2022
  - 2022. Homenaje a Julio Guillén Tato, Alicante; con motivo del 50 aniversario de su fallecimiento. Jornada de conferencias “Julio Guillén Tato, un alicantino universal”[7] en el Espacio Séneca, el 6 de octubre de 2022. Convocado por el Ayuntamiento de Alicante. Con la presencia del Director del Instituto de Historia y Cultura Naval VA Gamboa, Alcalde de Alicante y Alcalde de Benidorm entre otras corporaciones.

## Estudios históricos y heráldicos
Los informes emitidos por el Secretario Perpetuo de la Real Academia de la Historia e ilustre autor de Historia Marítima Española y de tantos otros estudios históricos y heráldicos, con los que Julio Guillén contribuye al mejor conocimiento del pueblo valenciano. Ordenados alfabéticamente son:
| Escudo de Alfáz del Pi (Alicante)         | Escudo de Algorfa (Alicante)                 | Medalla de Aspe (Alicante)              | Escudo de Bañeres (Alicante)            | Escudo de Benageber (Valencia) | Escudo de Benifairó de la Valldigna (Valencia) |
| Escudo de Catarroja (Valencia)            | Escudo de Chella (Valencia)                  | Escudo de Daya Nueva (Alicante)         | Escudo de Llombay (Valencia)            | Escudo de Náquera (Valencia)   | Escudo de Puebla de Farnals (Valencia)         |
| Medalla de Ribarroja del Turia (Valencia) | Escudo de San Vicente del Raspeig (Alicante) | Escudo de Simat de Valldigna (Valencia) | Título de ciudad de Torrente (Valencia) | Escudo de Vergel (Alicante)    | Escudo de Vinalesa (Valencia)                  |
| ----------------------------------------- | -------------------------------------------- | --------------------------------------- | --------------------------------------- | ------------------------------ | ---------------------------------------------- |